# Csatka, Komárom-Esztergom
Csatka  este un sat în districtul Kisbér, județul Komárom-Esztergom, Ungaria, având o populație de 269 de locuitori (2011). 

## Demografie
Componența etnică a satului Csatka
     Maghiari (100%)
Componența confesională a satului Csatka
     Romano-catolici (66,91%)
     Reformați (4,83%)
     Fără religie (3,35%)
     Necunoscută (24,91%)
Conform recensământului din 2011, satul Csatka avea 269 de locuitori. Din punct de vedere etnic, majoritatea locuitorilor (100,0%) erau maghiari.  Din punct de vedere confesional, majoritatea locuitorilor (66,91%) erau romano-catolici, existând și minorități de reformați (4,83%) și persoane fără religie (3,35%). Pentru 24,91% din locuitori nu este cunoscută apartenența confesională.